# Geschiedenis van de Nederlandse slavernij

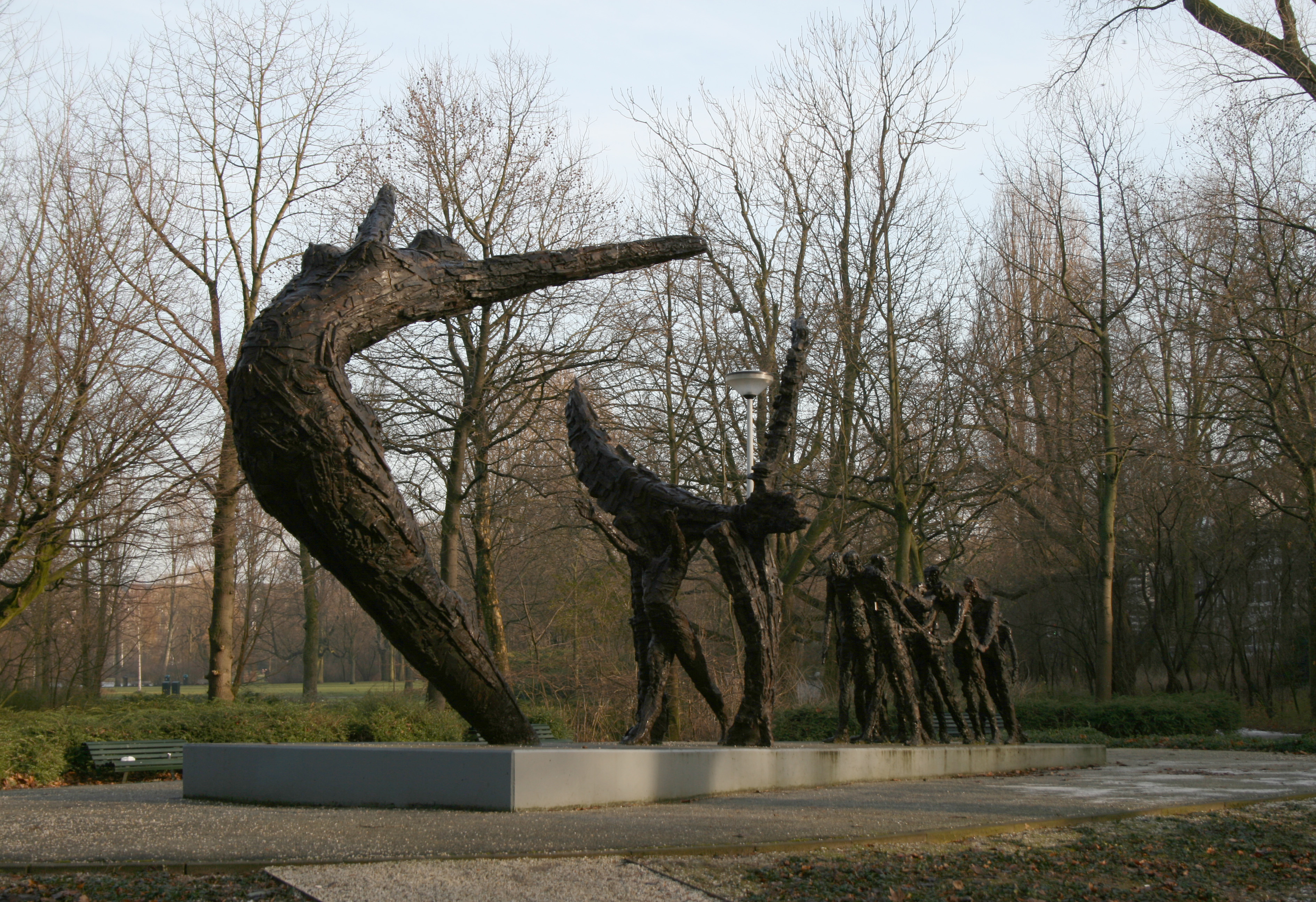
Het Nationaal Monument Slavernijverleden te Amsterdam

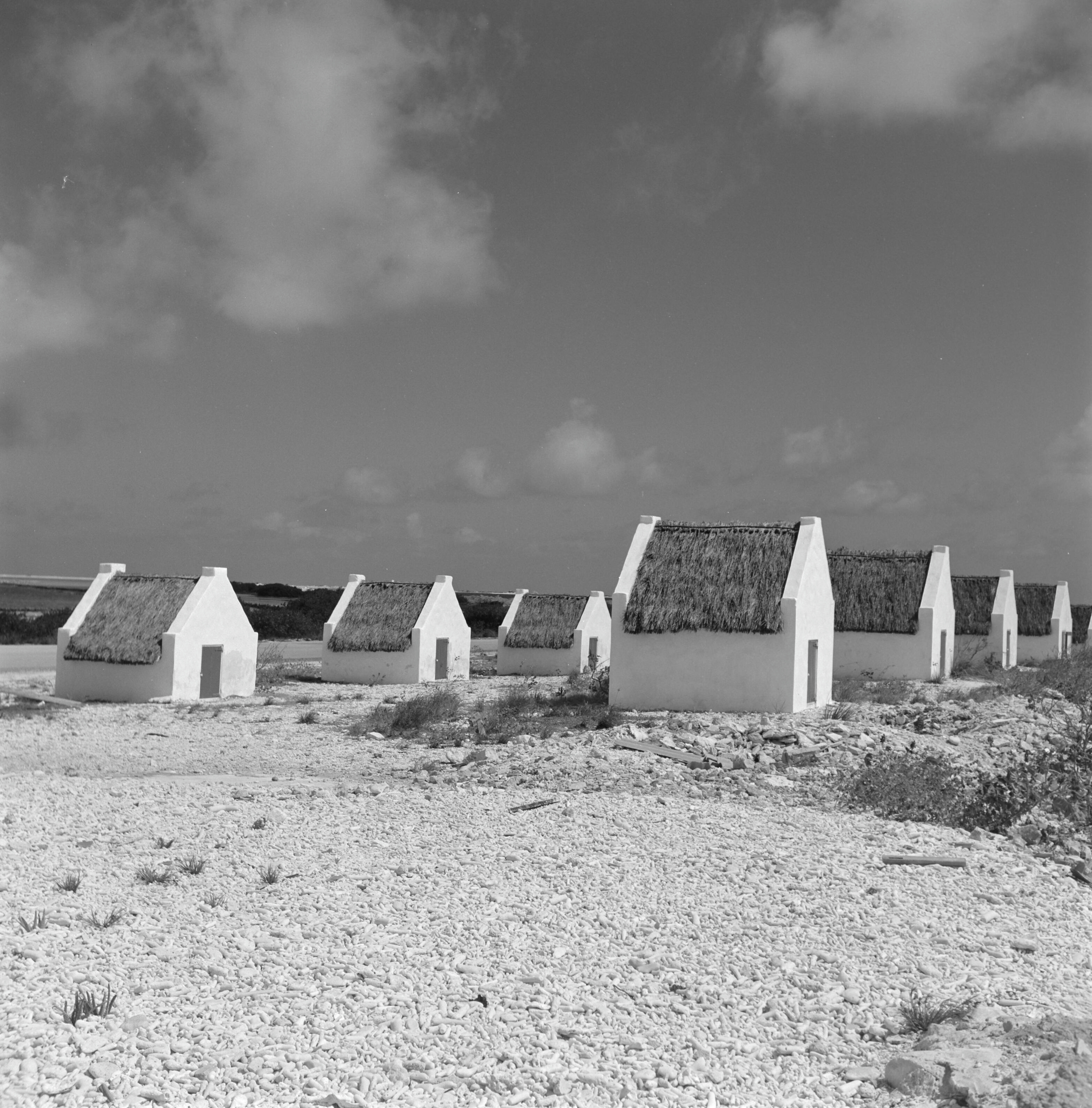
Slavenhuisjes op Bonaire

De geschiedenis van de Nederlandse slavernij gaat over de slavernij in Nederland zelf, maar ook over de slavernij in de voormalige Nederlandse koloniën en de rol van Nederland daarin.

## Juridische kwestie
Slavernij is een maatschappelijk verschijnsel waarbij personen eigendom zijn van een ander persoon. Slaven vallen dus onder het eigendomsrecht. Niet iedere samenleving heeft dat eigendomsrecht op eenzelfde manier vastgelegd, maar de benadering is hetzelfde. Slavernij is overal op de wereld voorgekomen. Dat slaveneigenaren het recht hadden om slaven op een bepaalde manier te behandelen, betekende niet noodzakelijk dat dit ook werd geaccepteerd door de samenleving. Brandmerken in het gezicht werd bijvoorbeeld door de Romeinen wettelijk toegestaan, maar als immoreel ervaren.
In (middeleeuws) Europa onderscheidden slaven zich van lijfeigenen, horigen en vrijen. Elk van deze kan gezien worden als een volgende stap op een schaal naar wat een vrij persoon genoemd wordt. Het is niet zo dat deze stappen ook zo gemaakt werden. Het is meer dat een persoon afhankelijk van zijn rechten in een van deze groepen werd ingedeeld.

## Slavernij in de Lage Landen
Zowel de Kelten als de Germanen kenden een maatschappij van edelen, vrijen, halfvrijen (laten) en slaven en ook gedurende de Romeinse tijd werden er slaven gehouden. Ook de Friezen handelden in slaven, die vooral bestemd waren voor de slavenmarkten in Spanje en Caïro. Slavernij zou blijven bestaan tot in de late middeleeuwen, toen pauselijke decreten het tot slaaf maken van christenen verboden.
Officieel bestond op het grondgebied van de Republiek der Zeven Verenigde Nederlanden geen slavernij, maar in werkelijkheid was de status van slaven in de Lage Landen een grijs gebied. In de zestiende eeuw werd, volgens de zestiende-eeuwse Leuvense professor Petrus Gudelinus, in Mechelen een ontsnapte slaaf bevrijd, onder de redenering dat slavernij niet erkend werd in de Lage Landen. In de praktijk werd deze uitspraak vaak genegeerd: met name Spaanse en Portugese kooplieden namen met regelmaat slaven mee naar Nederland als bedienden. Later, met name vanaf de achttiende eeuw, kwamen er ook slaven van plantage-eigenaren over, al bleef het om relatief kleine aantallen gaan. Zo reisden er tussen 1729 en 1775 gemiddeld 10 zwarte personen, niet allemaal slaven, per jaar tussen Suriname en Nederland, waarvan het merendeel na een kort verblijf weer terugging. Hoewel zij zich tot de rechtbank konden wenden om hun vrijheid op te eisen, gebeurde dit zelden. Zelfs in gevallen waar slaven hun vrijheid probeerden op te eisen lukte dit niet per definitie. In 1736 ontsnapte een slaaf genaamd Claes uit Curaçao, als verstekeling op een schip naar Nederland. De Hoge Raad van Holland, Zeeland en West-Friesland stelde echter dat hij eigendom van slavendrijver Paulina Meyer zou blijven omdat hij een dief van zichzelf (fur sui ipsius) en gestolen eigendom (res furtiva) zou zijn.
In 1776 publiceerde de Staten-Generaal een resolutie betreffende de status van 'onvrijen' in het vrije Nederland. Hierin wordt onderstreept dat alle mensen in beginsel als vrije mensen erkend en beschouwd moeten worden. Slaven die naar Nederland zijn gekomen hebben hun vrijheid op wettige wijze verkregen en worden als vrije mensen aangemerkt. Hierop was echter een uitzondering omdat anders 'de eigenaren van de slaven vaak tegen hun wil en dank worden ontzet van hun goederen die hun wettelijk toebehoren.' Daarom was het zo dat zo lang eigenaren niet de intentie hadden om hun eigendom te bevrijden, en hun verblijf in Nederland korter dan zes maanden was, of twaalf maanden bij speciale toestemming van de rechtbank, de slaven onvrij bleven. Als de slaven niet binnen die tijd waren teruggezonden moesten zij worden vrijgelaten. Hoe consequent deze bepaling werd toegepast is onduidelijk.

## Atlantische slavenhandel
In Afrika was slavernij een gangbaar verschijnsel; overwinnaars van stammenoorlogen verkochten hun krijgsgevangenen als slaven. Met de opkomst van de islam in de 7e eeuw werd het verboden om moslims tot slaaf te maken, waardoor Arabische handelaren hun slaven uit Afrika gingen halen. Rond 1500 bereikten de eerste Portugese slavenhandelaren de westkust van Afrika. Toen Nederland honderd jaar later zijn handelsgebied uitbreidde, raakte het eveneens betrokken bij de slavenhandel. Van de 12 miljoen mensen die zijn verhandeld in de trans-atlantische slavenhandel komen er 500.000 voor rekening van de Republiek. 
Al in 1528 werd een asiento of contract afgesloten tussen de Spaanse kroon en de waarschijnlijk Zuid-Nederlandse kooplieden Willem Sailler en Hendrik Eynger, om gedurende vier jaar vierduizend slaven van Afrika naar het Caraïbische gebied te brengen. De Spaanse kroon hield nog lang het monopolie op slavenhandel. In de Republiek werd de slavenhandel nog lang immoreel gevonden. Het ging in tegen de publieke opinie, de normen en waarden, men hield zich er buiten.
De eerste acties van Nederlanders in de Atlantische slavenhandel gebeurden binnen het Portugese systeem. Nederlanders in Portugese dienst, of Nederlandse kapiteins met Portugese vergunningen handelden in slaven. Deze eerste periode is moeilijk te kwantificeren, maar in 1596 werden honderddertig slaven aangevoerd in Middelburg. De Zeeuwse Staten besloten dat de slaven vrije mensen waren. Maar de Nederlandse Staten Generaal onder leiding van Johan van Oldenbarnevelt ging daar lijnrecht tegen in en besliste op 28 november 1596 dat de 130 stuks koopwaar waren, waarmee de eigenaar mocht doen wat hij wilde. Het bleek achteraf inzake jurisprudentie een baanbrekend vonnis. Zowel prins Maurits als ook de latere stadhouders die zich met de slavernij fors verrijkten hebben hier nooit tegen ingegrepen.
In de strijd tegen de Spanjaarden en de Portugezen was de kaapvaart legitiem. Dit was na de oprichting in 1621 de voornaamste doelstelling en inkomstenbron van de West-Indische Compagnie (WIC). Tussen 1623 en 1636 werden 547 Spaanse en Portugese schepen gekaapt. Daarna werd het Groot Desseyn ontwikkeld, het grote plan. De Portugese rietsuikerhandel vanuit Brazilië moest ondermijnd worden door de slavenhandel over te nemen. Met de verovering van de Zilvervloot in 1628 was er voldoende geld beschikbaar. Tussen 1630 en 1634 werd Recife met een groot deel van de Braziliaanse kust veroverd, dit werd Nederlands-Brazilië. In 1637 werd fort Sint George te Elmina aan de Afrikaanse Goudkust (in de golf van Benin) veroverd, het grote Portugese slavenhandelbolwerk. De eeuwen erna zou dit fort een van de centra van de slavenhandel van de WIC vormen. In 1641 werd ook Luanda (gelegen in het huidige Angola) veroverd op de Portugezen. Rond 1700 bezat de WIC een twaalftal handelsforten aan de West-Afrikaanse kust.
De Nederlandse slavenhandel nam grote vormen aan, waarbij men in het Bijbelboek Genesis 9 - waarin de nakomelingen van Cham tot knechtschap vervloekt worden - de duivelse rechtvaardiging vond. Om de suikerproductie in stand te houden, konden veel Portugese plantagehouders in het veroverde deel van Brazilië hun plantage behouden. Hiervoor waren particuliere slaven nodig. De opvattingen over de slavenhandel bleken rekbaar veranderd; niet-christenen mochten als slaaf worden verkocht en gehouden.
Vanaf 1640 begon de slavenhandel met Brazilië in te zakken en werd de handel verlegd naar de Spaanse koloniën in Amerika. Aanvankelijk vervoerden Nederlandse handelaren slaven naar Buenos Aires en Rio de la Plata in het huidige Argentinië, later werd ook het Caribische gebied doel van de slavenhandel.
Toen in 1654 Brazilië werd heroverd door Portugal, waren er al zo’n 25.000 slaven aangevoerd. De suikerrietteelt werd na deze herovering overgebracht naar het Caribisch gebied en het in 1634 veroverde Curaçao werd toen het Nederlandse verzamelpunt voor slaven. Na de Engelse verovering van Jamaica in 1655 werd het een belangrijke doorvoermarkt van slaven voor de Spaanse kolonies. Er werden ook nieuwe afnemers gevonden bij de Engelsen en Fransen die tabak verbouwden op de door hen veroverde eilanden in de Caraïben en in Virginia, maar de meeste slaven gingen naar Suriname, dat vanaf 1668 definitief in Nederlandse handen was.

## Slavernij op Curaçao
In 1662 sloot Spanje een asiento met Domingo Grillo en Ambrosio Lomelino om slaven uit Afrika te verhandelen. Grillo en Lomelino huurden de WIC in om slaven van de Afrikaanse kust naar Zuid-Amerika aan te voeren. In het contract met de WIC werd vastgelegd dat de Hollanders gedurende zeven jaar 24.000 slaven zouden aanvoeren, circa 3500 slaven per jaar, waarbij Curaçao de tussenhaven zou zijn. Die aantallen werden echter lang niet gehaald: het gemiddelde aantal aangevoerde slaven lag eerder in de buurt van 700 per jaar.
Op Curaçao werden de slaven aan een kwaliteitscontrole onderworpen. Slaven werden ingedeeld naar een zogenaamd pieza de Indias, een maatstaf voor het arbeidsvermogen van een slaaf. Daarna werden de slaven aan Spaanse handelaren verkocht en naar de Spaanse koloniën vervoerd. Ook met de volgende eigenaren van het asiento sloot de WIC leveringscontracten. Door deze asiento-handel verkreeg de Republiek tussen 1660 en 1690 zo’n 30% van de slavenhandel. De totale aantallen waren echter nog beperkt; in de periode van 1658 tot 1674 werden naar schatting in totaal 45.700 slaven naar de West vervoerd.
Een belangrijke factor in de Nederlandse slavenhandel werd het Coymans asiento. Balthasar Coymans leidde een filiaal van het Nederlandse handelshuis Coymans in Cádiz. Hij startte een lastercampagne om de Venetiaan Nicolas Porcio, die op dat moment de eigenaar van het asiento was, in een kwaad daglicht te stellen. Dat lukte en Coymans verkreeg in 1685 zelf het monopolie op de slavenhandel voor de Spaanse overzeese gebiedsdelen. Hij schakelde eveneens de WIC in om de slaven vanuit Afrika aan te voeren, zodat de Spaanse slavenhandel nu een volledig Nederlandse aangelegenheid was geworden. Coymans was verplicht ieder jaar 3000 piezas af te leveren, maar in de eerste drie jaar van het contract werden in totaal slechts 4896 piezas van de verwachte 9000 afgeleverd. Coymans overleed in 1686, de Spanjaarden verloren het vertrouwen in zijn opvolger en bleven achter met hun betalingen. In 1688 ging het alleenrecht terug naar de vorige eigenaar, Nicolas Porcio.
In 1689 verklaarde de WIC Curaçao tot een open markt. Kooplieden van alle nationaliteiten waren nu welkom, maar omdat de handel nu slechts op de vrije markt kon plaatsvinden, was handel met de Spaanse koloniën niet meer mogelijk. De WIC sloot in 1689 en 1691 nog wel enkele contracten met Porcio, maar aantallen waren beperkter dan voorheen. In 1697 werd nog een contract gesloten met de Real Compañía de Cacheu, de opvolger van Porcio, voor de levering van 2500 tot 3000 slaven per jaar, maar Curaçao was voor dat contract geen doorvoerhaven meer. In 1699 werd het contract nog eens voor twee jaar verlengd.
In de achttiende eeuw groeide de slavenhandel enorm. Er waren jaren dat er meer dan honderdduizend slaven werden vervoerd. Frankrijk en Engeland namen echter de positie over van de Republiek, zoals dat ook ging met de overige handel. De slavenhandel bleek ook niet erg winstgevend voor de Nederlanders, in tegenstelling tot de Engelsen. Dit kwam mede door de hoge sterfte onder de slaven op de overtocht. Het kwam voor dat 30% van de slaven stierf aan boord van de schepen. De ellendige omstandigheden die al uit dit cijfer spreken, werden verwoord door Alexander Falconbridge, een Britse chirurgijn die een aantal keren meevoer op een slavenschip:
"Some wet and blowing weather having occasioned the port-holes to be shut and the grating to be covered, fluxes and fevers among the Negroes ensued. While they were in this situation, I frequently went down among them till at length their room became so extremely hot as to be only bearable for a very short time. But the excessive heat was not the only thing that rendered their situation intolerable. The deck, that is the floor of their rooms, was so covered with the blood and mucus which had proceeded from them in consequence of the flux, that it resembled a slaughter-house. It is not in the power of the human imagination to picture a situation more dreadful or disgusting."

### Einde centrale positie Curaçao als slavenmarkt
Het duurde tot 1708 voordat opnieuw een toeleveringscontract aan de WIC werd aangeboden. Gedurende de Spaanse Successieoorlog, toen Nederland weer in oorlog raakte met Spanje en Frankrijk, verkregen de Franse bondgenoten het asiento van Spanje. Deze benaderden de WIC, maar de opdracht vond geen doorgang omdat de WIC bang was dat Curaçao door Fransen onder de voet zou worden gelopen. Toen in 1713 het asiento aan Engeland werd verleend betekende dat het verval voor de handel via Curaçao. Engeland had zijn eigen marktplaats. Aanvankelijk had de WIC het monopolie op de slavenvaart. In 1730 gaf de WIC echter het monopolie op het vervoer van slaven van Afrika naar Zuid-Amerika op en in 1738 ook het monopolie op de slavenhandel. Wel dienden de anderen recognitiegelden te betalen aan de WIC. Vooral de Zeeuwen namen daarna de slavenvaart over, waarbij de Middelburgse Commercie Compagnie een belangrijke rol had.
In 1713, direct na de Spaanse Successieoorlog kwam er abrupt een einde aan de centrale positie van Curaçao als regionale slavenmarkt. Er arriveerden gedurende de daaropvolgende jaren nog wel slavenschepen, maar de verkoop stagneerde. In 1716 liep het aantal onverkochte negotieslaven (slaven die onder het WIC-contract waren aangevuld) op tot boven de 800. Eind dat jaar brak een opstand uit onder negotieslaven op de WIC-plantage Santa Maria. Deze werd snel onderdrukt en de opstandelingen werden gevangengenomen en geëxecuteerd.
Na de Zevenjarige Oorlog van 1763 droogde de slavenhandel met de Spanjaarden op Curaçao grotendeels op. Dat de slavenhandel ondanks de lage winstmarges werd voortgezet, kwam onder andere doordat veel handelaars ook belangen hadden in plantages in Suriname. Hiervoor hadden zij de slaven nodig. Het was dus voldoende als er winst werd behaald met de plantage.

### Slavenopstand op Curaçao
Op 17 augustus 1795 weigerden enkele tientallen slaven onder leiding van Tula om aan het werk te gaan op de plantage Knip. Slaven van naburige plantages sloten zich bij de opstand aan. Een eerste gewapend treffen met koloniale troepen, waaronder ook eenheden van de vrije marrons en de vrije slaven, werd door de opstandelingen gewonnen. In onderhandelingen eisten de slaven hun vrijheid. De daarop volgende confrontaties werden in het nadeel van de slaven beslecht. Na een laatste gevecht op 31 augustus was de opstand neergeslagen. De twee leiders Tula en Carpata werden door medeslaven opgebracht en vervolgens door het lokale gezag terechtgesteld, evenals 29 andere opstandelingen. Het is niet onmogelijk dat de opstand op Curaçao was geïnspireerd door de opstand in het Franse Saint-Domingue (Haïti) of de opstand die kort daarvoor in Coro in Venezuela plaatsvond. Na de opstand werd een beschermende slavenwetgeving op Curaçao uitgevaardigd, waarin onder meer de verstrekking van voedselrantsoenen en kleding alsmede werk- en rusttijden werden geregeld.

## Slavernij in Suriname

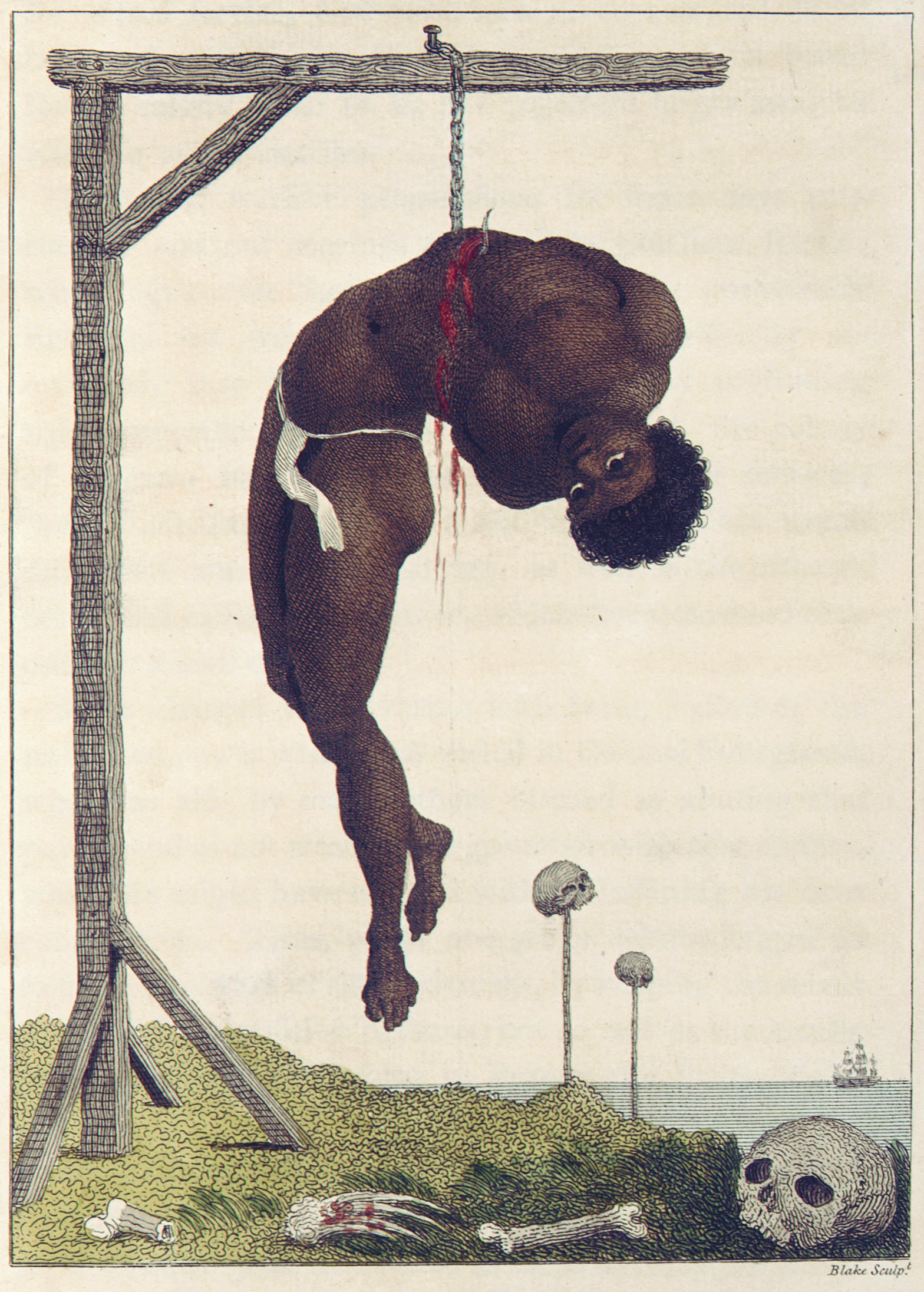
Ophanging aan een rib, de straf voor een gevluchte slaaf in Suriname. Illustratie van William Blake bij Stedmans Reize naar Surinamen.

Nederlandse slavenhouders in Suriname werden door Stedman, een Schot in Nederlandse dienst, in zijn boek Narrative of a five years' expedition against the revolted Negroes of Surinam (1797) als zeer wreed beschreven. Dat boek, met tekeningen van William Blake, verscheen in 1799 ook in Nederlandse vertaling. De nauwgezette beschrijving van vele mishandelingen vormde een belangrijk wapen voor het Britse abolitionisme, de beweging voor afschaffing van slavernij. In Nederland was de invloed ervan beperkt.
De Sociëteit van Suriname, van 1683 tot 1795 aan het roer in Suriname, streek een percentage op van de inkomsten verkregen uit de binnenlandse slavenmarkt. Om daar onderuit te komen was het stiekem aan land brengen van slaven niet ongewoon. Dergelijke smokkel, ook van goederen, werd "lorrendraaierij" genoemd.

### Marrons
Vanaf de aankomst van de eerste slaven uit Afrika in Suriname vluchtten sommigen van hen het binnenland in. Zij leerden het oerwoud en de moerassen kennen, en stichtten er ministaatjes. Van daaruit overvielen zij plantages, plunderden deze en bevrijdden slaven. De Nederlanders konden hier weinig tegen beginnen. Uiteindelijk sloot het koloniaal bestuur vanaf 1760 vredesverdragen met groepen Marrons. Bekende aanvoerders van de Marrons waren Boston Bendt, Adoe, Alabi, Boni en Broos.

## Slavernij in overig Nederlands-Guiana

### Berbice
Zeeuwen hadden in de zeventiende eeuw aan de oever van de rivier de Berbice in het huidige Guyana een kolonie gesticht met plantages die bewerkt werden door Afrikaanse slaven. In 1763 kwamen de slaven van de kolonie Berbice onder leiding van Cuffy (Kofi, Coffy) in opstand. Deze slavenopstand is de eerste grote opstand op het Amerikaanse continent geweest. Ze werd uiteindelijk hardhandig onderdrukt met de hulp van zes marineschepen met 600 soldaten.

## Slavernij bij de VOC
Binnen de context van de Nederlandse geschiedenis wordt meestal aan de WIC gedacht als het om slavenhandel en slavernij gaat. In VOC-gebieden werden echter meer slaven verhandeld dan in WIC-gebieden. Tot het einde van de achttiende eeuw werden in VOC-gebieden zowel meer slaven verhandeld als gehouden dan in WIC-gebieden. Rond 1750 waren er in vestigingen onder VOC-bewind naar schatting 75.500 slaven, tegen 64.000 slaven in gebieden onder WIC-bewind.

### Slavernij in de Kaapkolonie

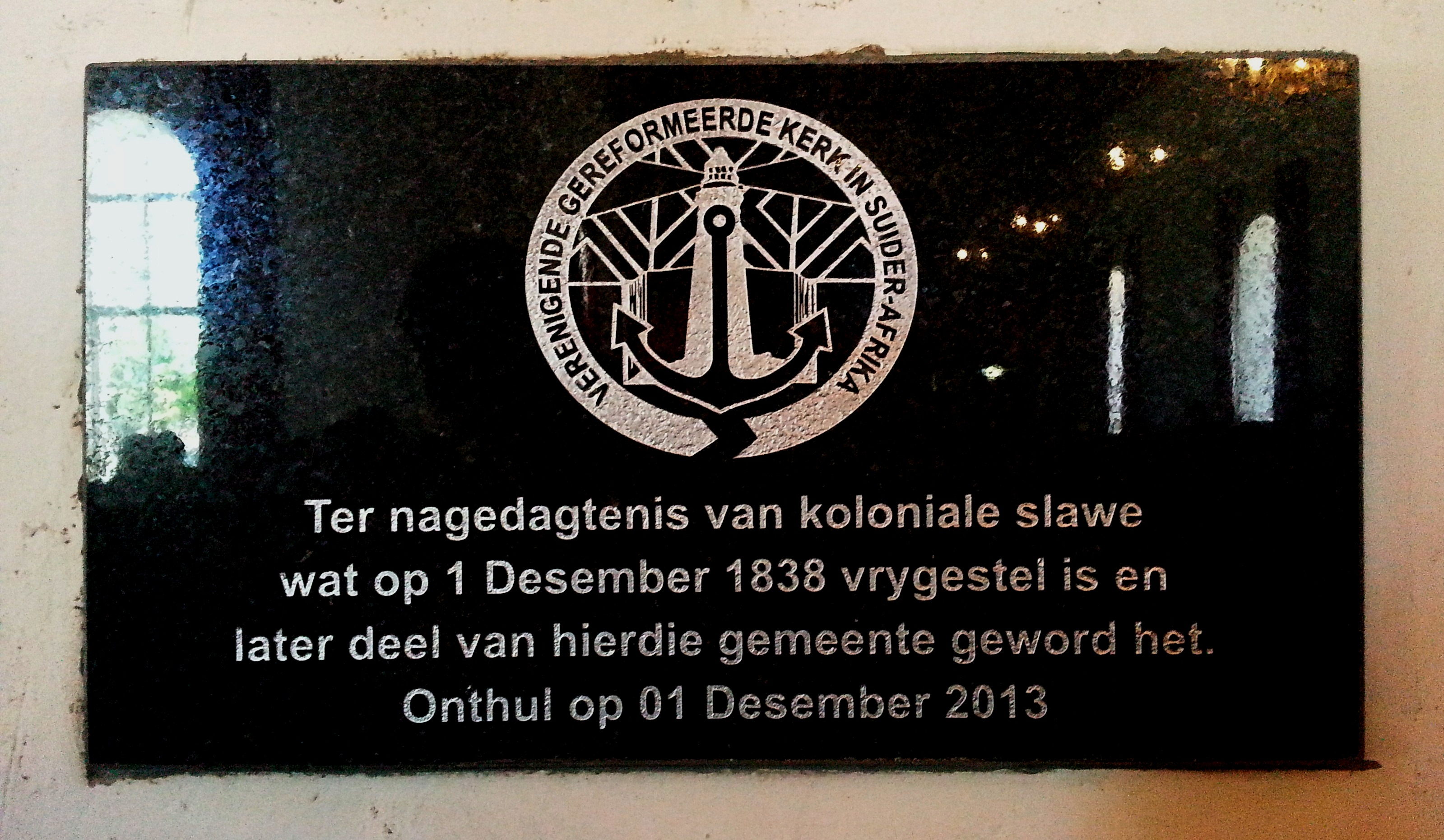
Gedenkteken voor de emancipatie van slaven in de Kaapkolonie op 1 december 1838.

Tussen 1652 en 1807 werden ruim 60.000 slaven vervoerd naar de Kaapkolonie in het huidige Zuid-Afrika. De helft van deze slaven was afkomstig uit het hedendaagse Madagascar en een derde deel uit Azië, voornamelijk uit hedendaags India en Indonesië. Veel kleurlingen in Zuid-Afrika stammen af van de slavenbevolking, maar ook blanke families hebben vaak bevrijde slavinnen onder hun voorouders.

### Slavernij in Oost-Indië
Voor de komst van de Nederlanders kwam slavernij in Oost-Indie veel voor; slaven houden was common practice.
De VOC was tijdens de zeventiende en achttiende eeuw de spil van een omvangrijke handel in slaven in Zuidoost-Azië. Over een periode van twee eeuwen haalde, verhandelde en benutte de VOC 600.000 tot 1 miljoen slaven, met name uit Voor-Indië, later ook van Celebes en Bali. In Nederlands-Indië werd slavernij officieel afgeschaft in 1863. In de autonome buitengebieden bleef het echter nog enige tijd bestaan, als laatste in Samosir waar het als laatste gebied in 1914 werd afgeschaft. Slaven werden met name ingezet voor de infrastructuur, het bouwen van vestingwerken en in huishoudens (slavinnen). In Batavia werden slaven bijvoorbeeld ingezet op de scheepswerf van het eiland Onrust Volgens de traditionele beeldvorming waren slaven in de Oost vooral een statussymbool. Dit was niet het geval. Ook in de Oost hadden slaven voornamelijk economische waarde en werden zij gebruikt als werkkracht.

## Einde van de slavenhandel
Door de economische recessie van 1773 was er een neergang van de gehele koopvaardij en daaronder ook de slavenhandel. Toen de Republiek wapens en munitie via de kolonie Sint Eustatius aan de rebellen in de Amerikaanse Onafhankelijkheidsoorlog leverde, wekte dit de woede van de Britten. Toen dezen vervolgens in 1780 de zojuist benoemde Amerikaanse ambassadeur Henry Laurens oppakten, op weg naar de Republiek, grepen ze een geheim verdrag tussen de stad Amsterdam en de rebellen in zijn bagage aan om de Republiek de oorlog te verklaren. Engeland vreesde bovendien dat de Republiek zich zou aansluiten bij het Verbond van Gewapende Neutraliteit, waardoor de handel met de Amerikanen nog meer beschermd zou worden. De Vierde Engels-Nederlandse Oorlog mondde uit in een nederlaag voor de Republiek en had grote gevolgen voor de Nederlandse koopvaardij en daarmee de slavenvaart. De Britten kaapten veel Nederlandse schepen, waardoor de slavenhandel sterk terug viel. In 1784, na de oorlog, werd de slavenhandel weer opgenomen. Dit was echter van korte duur, doordat in 1795 de Fransen Nederland binnenvielen. De Britten kwamen weer in oorlog met de Bataafse Republiek, die nu bondgenoot van de Fransen was. In 1802 werd door de Vrede van Amiens een hervatting van de handel mogelijk, maar toen de Britten de Fransen weer de oorlog verklaarden in 1803 kwam het einde van Nederlandse slavenhandel. Zoals in de periode van 1799 tot 1802 kwamen de Nederlandse plantages onder Brits protectoraat. Deze werden ook voorzien van slaven door Britse slavenhandelaars.

### Argumenten
Tegen het einde van de achttiende eeuw begon er steeds meer protest te klinken tegen de slavernij. De lange zeereizen onder slechte omstandigheden zorgden voor veel slachtoffers. Regelmatig werd er schipbreuk geleden. Vooral christelijke groeperingen vestigden de aandacht op de slechte leefomstandigheden van de slaven. Maar er was ook protest over de ontberingen die de militairen leden die toezicht moesten houden op de slaven. Zowel in Afrika als in Midden-Amerika werden militairen geveld door tropische ziekten.
Op economisch gebied werd de slavenhandel minder interessant door opkomst van de Europese suikerbietencultuur. Afrika veranderde van een gebied waar 'grondstoffen' werden gehaald (slaven) in een potentiële afzetmarkt voor Europa. Daarvoor was stabiliteit en rust op het continent belangrijk. De ontwikkeling van landbouwmachines zorgde voor een extra reden om de slavernij af te schaffen. Door het gebruik van machines werden slaven overbodig.

### Afschaffing

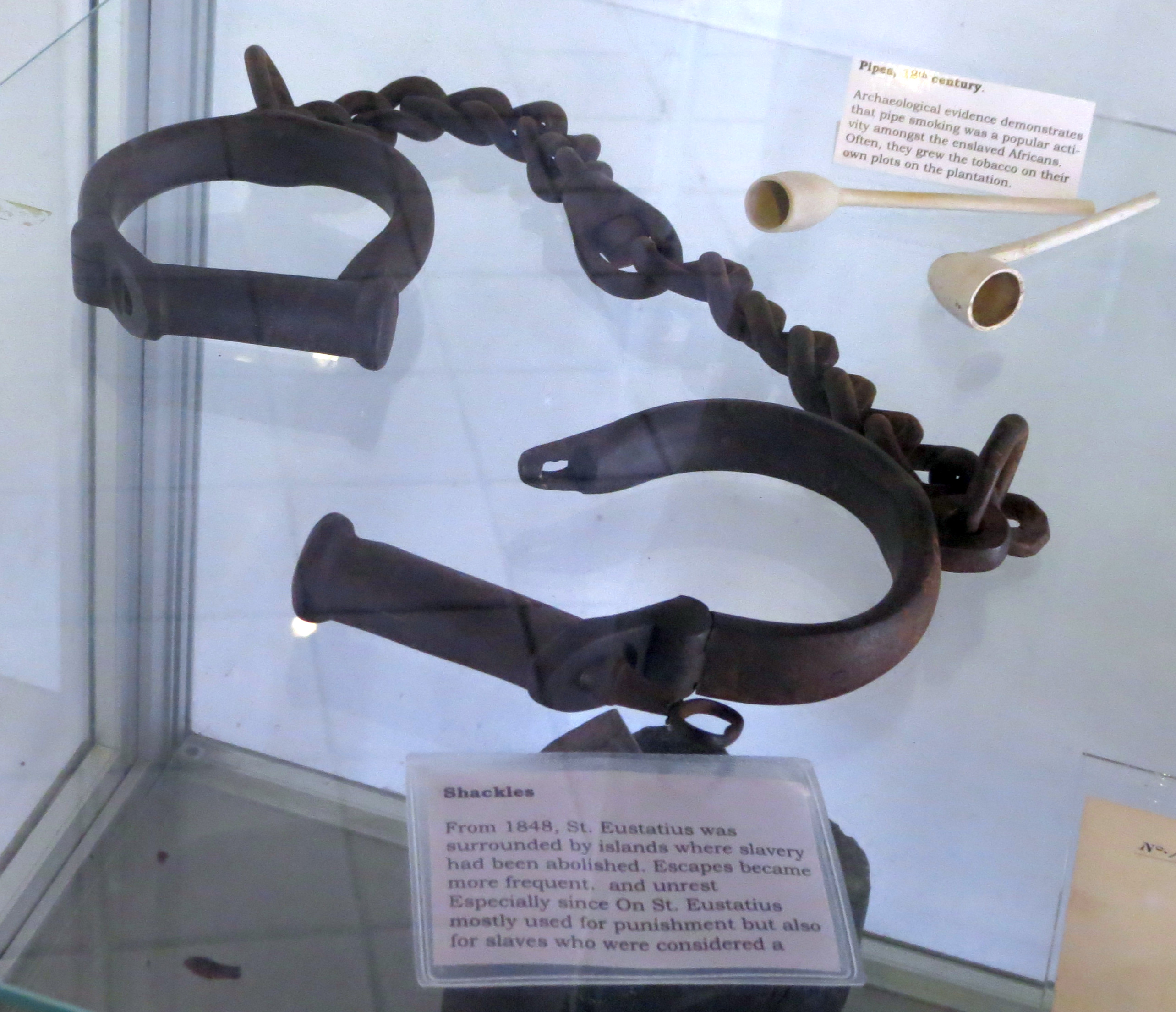
Slavenhandboeien uit 1848, die moesten voorkomen dat slaven zouden vluchten van Sint Eustatius naar het vrije St. Kitts.

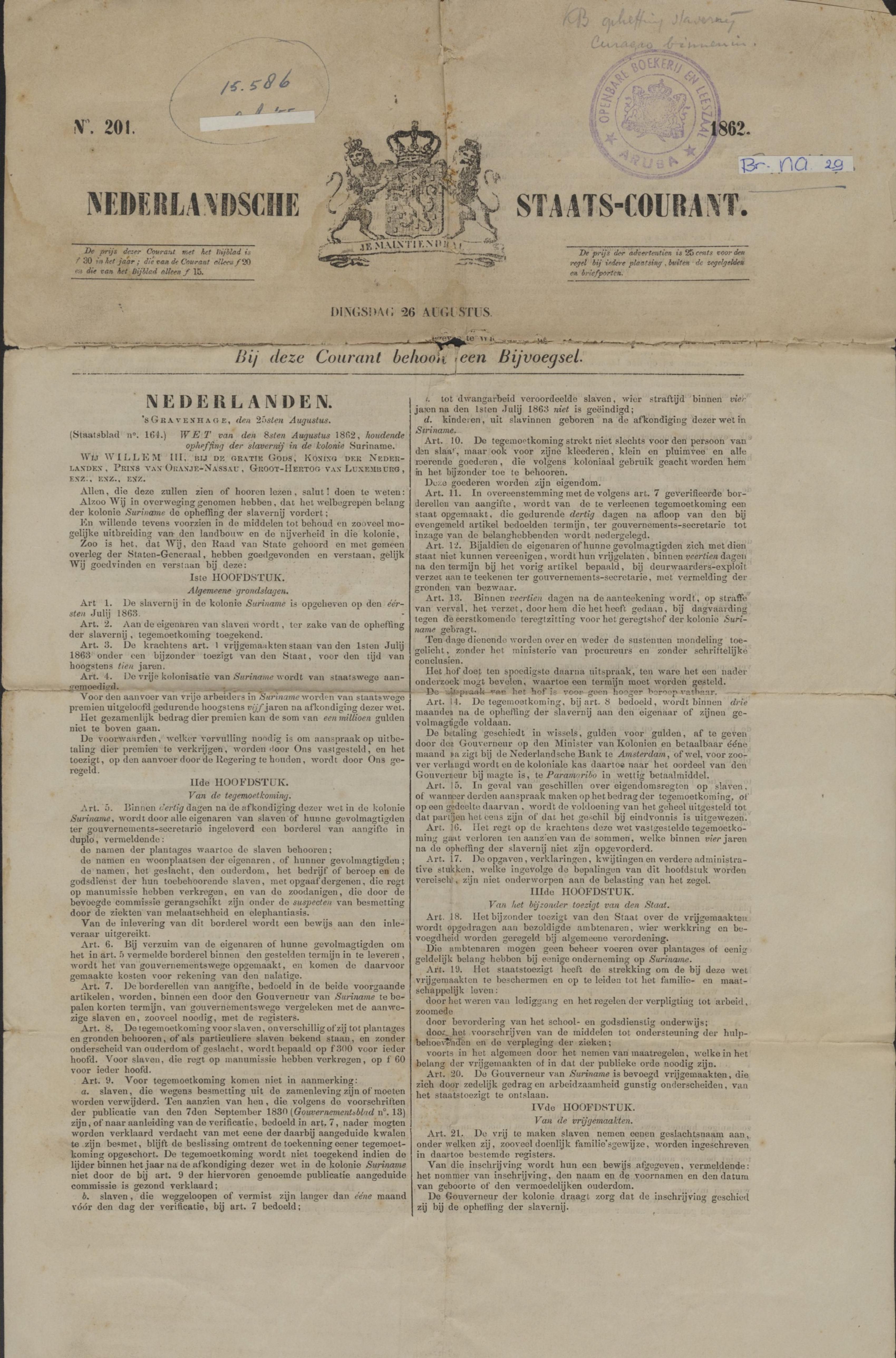
Nederlandsche Staats-Courant (No. 201. Dingsdag 26 Augustus 1862) Wetten houdende opheffing der Slavernij

Ondertussen had het Verenigd Koninkrijk de slavenhandel verboden. Toen Willem I terugkeerde uit ballingschap, stemde hij de Britten gunstig door geen toestemming te geven voor een voortzetting van de Trans-Atlantische slavenhandel. Hierdoor waren ze bereid om de Nederlandse gebieden die tijdens de oorlogen onder Brits protectoraat waren gekomen, weer terug te geven, al behielden de Britten de Kaapkolonie. Uiteindelijk werd de Nederlandse Trans-Atlantische slavenhandel in juni 1814 door Willem I bij Souverein Besluit afgeschaft. In mei 1818 sloten het Verenigd Koninkrijk en Nederland een Brits-Nederlands verdrag ter wering van de slavenhandel, dat onder andere voorzag in de oprichting van twee Gemengde Hoven van Justitie die slavenhalers die zich aan het verbod probeerden te onttrekken kon veroordelen. De legale slavenhandel binnen het Caraïbisch gebied ging echter nog gewoon door. Het Verenigd Koninkrijk schafte de slavernij in 1833 af, wat tot gevolg had dat slaven vluchtten van Sint Eustatius naar het dichtbijgelegen Britse eiland St. Kitts.

## Afschaffing van de slavernij
Nederland schafte de slavernij in etappes af, eerst in de onder direct bestuur staande delen van Nederlands-Indië met ingang van 1 januari 1860 (Wet vaststelling van het Reglement op het beleid der regering van Nederlandsch Indie), vervolgens in Suriname en de Nederlandse Antillen per 1 juli 1863 (Emancipatiewet). Op deze dag, ruim dertig jaar na het voorbeeld van de Britten, klonken 21 kanonschoten in Paramaribo en werden de slaven vrije mensen. Op die dag kregen zo’n 35.000 slaven in Suriname en 12.000 slaven op de Nederlandse eilanden in het Caribisch gebied hun vrijheid.
In sommige onder indirect bestuur staande delen van Nederlands-Indië bleef de slavernij voortbestaan. Op het eiland Soembawa duurde dit tot 31 maart 1910.
Ketikoti is een jaarlijks terugkerende feestdag in Suriname, en ook onder Afro-Surinamers en Afro-Antillianen in Nederland, ter viering van de afschaffing van de slavernij.

### Compensatie voor de slavenhouders

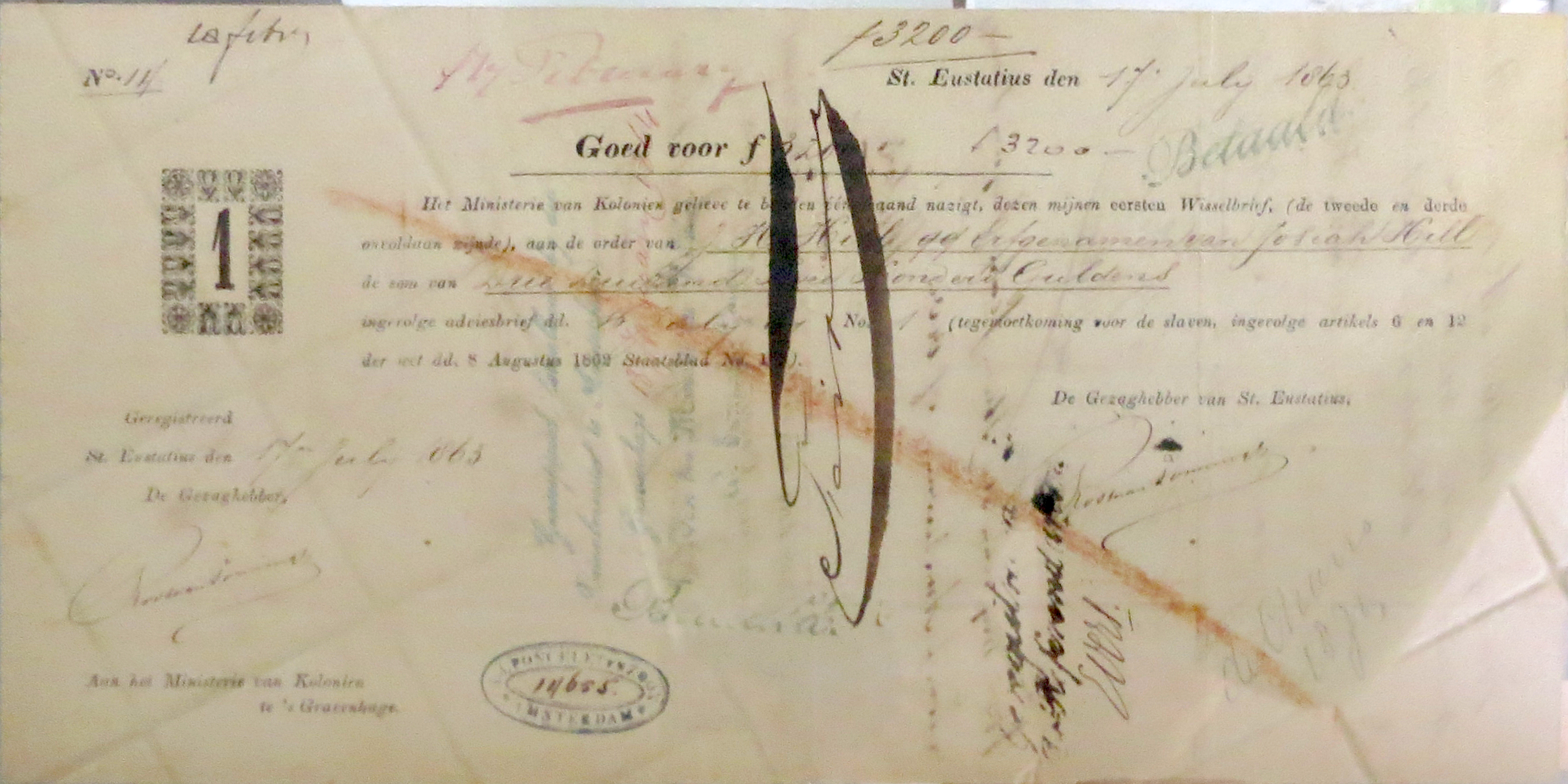
Een cheque voor 3200 gulden compensatie bij de afschaffing van de slavernij op Sint Eustatius in 1863

De afschaffing van de slavernij werd aangeduid met de term 'emancipatie'. Er werden feesten georganiseerd waarbij koning Willem III als sleutelfiguur en weldoener van de vrijgemaakte slaven werd gepresenteerd. De Nederlandse regering betaalde in Suriname een schadevergoeding van 300 gulden per slaaf aan de eigenaar ter compensatie voor het verloren eigendom. Op Curaçao, Bonaire, Aruba, Sint Eustatius en Saba was dit bedrag 200 gulden en op Sint Maarten 100 gulden. In Indië was het bedrag 50 tot 350 gulden al naargelang de leeftijd van de slaaf. In totaal bedroeg de tegemoetkoming bijna 12 miljoen gulden, ongeveer 10% van de rijksuitgaven in 1863.
Als alternatief voor de inzet van slaven werden door de voormalig slaveneigenaren contractarbeiders geworven in Nederlands-Indië (zie Javaanse Surinamers), India (Hindoestanen) en Chinezen (zie Chinese Surinamers).
In Suriname werden de voormalige slaven voor een periode van tien jaar onder staatstoezicht geplaatst en bleven ze dus veelal op dezelfde plantages werken. In deze periode waren vrijgelaten plantagewerkers tussen de 15 en 60 jaar verplicht een arbeidsovereenkomst af te sluiten. Deze maatregel was vooral bedoeld om te voorkomen dat de voormalige slaven massaal de plantages zouden verlaten, waardoor de plantage-economie zou instorten.

### Tijdsverloop afschaffing slavernij Nederland
- 1814 – Trans-Atlantische slavenhandel afgeschaft.
- 1860 – Nederlands Oost-Indië – alleen in de rechtstreeks bestuurde gebieden (Ind. Stbl. 46).
- 1863 – Nederlands West-Indië – Emancipatiewet schaft de slavernij in Nederlands West-Indië af. slaveneigenaren ontvangen een schadeloosstelling; vrijgelatenen in Suriname komen tien jaar onder staatstoezicht met verplichte arbeidsovereenkomst op de plantages (Stbl. 164 en 165).[20]
- 1872 – Nederlandse Goudkust – kolonie verkocht aan Groot-Brittannië, waar de slavernij al eerder was afgeschaft.
- 1873 – Nederlands West-Indië – staatstoezicht en verplichte arbeidsovereenkomst afgeschaft.
- 1877 – Nederlands Oost-Indië – eiland Bali
- 1910 – Nederlands Oost-Indië – eiland Soembawa – 31 maart
- 1914 – Nederlands Oost-Indië – schiereiland Samosir – waarschijnlijk laatste deel van het Nederlandse koloniale rijk waar de slavernij werd afgeschaft.

## Route
Uit Nederlandse havens vertrokken schepen naar de westkust van Afrika. Het fort Sint George (ook fort Elmina genoemd) (in het huidige Ghana) was een belangrijk doorvoerpunt voor de Hollanders. Daar werden de slaven ingekocht en ingescheept voor een lange reis over de oceaan. Als het schip nog niet vol was, voer men voor aanvulling nog door naar wat thans Angola is. Het grootste deel van de slaven was bestemd om als werkkracht in Suriname en de Nederlandse Antillen dienst te doen. Een kleiner deel werd doorverkocht. Dit gebeurde voornamelijk op Curaçao.

## Aantallen
Nederlandse handelaren verkochten en verscheepten tussen de 550.000 en 850.000 slaven in het Atlantische gebied: eerst naar Brazilië (zie: slavernij in Brazilië), later vooral naar Suriname en de Antillen. Historicus Matthias van Rossum schat dat om de Nederlandse vestigingsgebieden in Azië van arbeid te voorzien over de gehele geschiedenis tussen de 660.000 en 1.135.000 slaven zijn verhandeld. Het gaat hierbij naast de VOC zelf ook om slavenbezit van de Europese, Euraziatische en niet-Europese inwoners van deze gebieden. Bij de afschaffing van de slavernij in 1863 spreken de registers van 32.911 personen in Suriname en circa 11.800 op de Antillen.

## Nationaal monument slavernijverleden
Het Nationaal Monument Nederlands Slavernijverleden werd op 1 juli 2002 in het Amsterdamse Oosterpark onthuld in het bijzijn van koningin Beatrix en vele andere genodigden uit zowel binnen- als buitenland. Het monument herdenkt met name het slavernijverleden in Suriname, de Nederlandse Antillen, Aruba en de westkust van Afrika, onder andere Ghana.
Op verschillende andere plekken in Nederland zijn ook monumenten geplaatst, zoals in 2013 in Rotterdam (zie verder de Lijst van slavernijmonumenten in Nederland).

## Nederlanders in slavernij

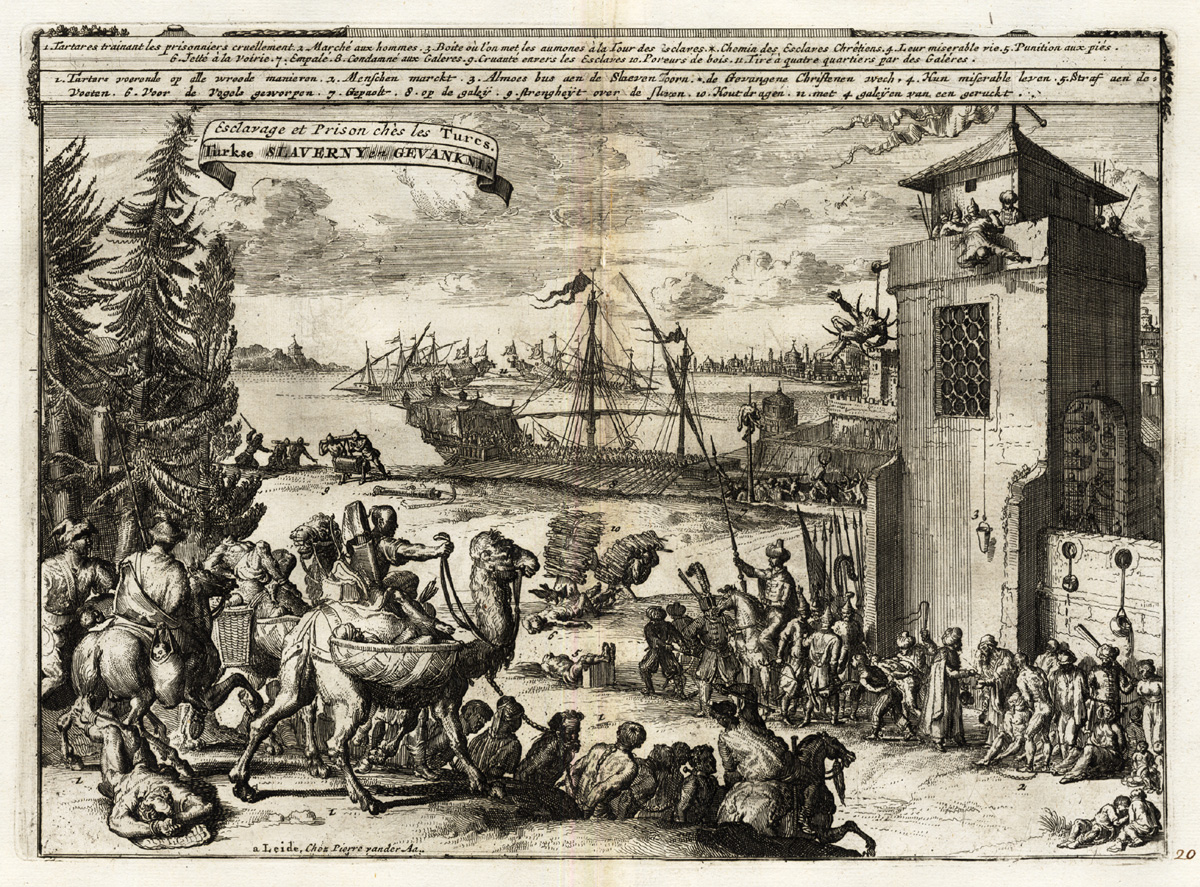
"Turkse slaverny en Gevanknis" door Pieter van der Aa, gemaakt te Leiden, circa 1725

Nederlanders werden na de middeleeuwen ook tot slaaf gemaakt. Met name Noord-Afrikaanse kapers en handelaren, ook bekend als Barbarijse zeerovers, die onder de vlag van het Osmaanse Rijk opereerden, hadden het gemunt op Europeanen voor onder andere bouwprojecten en als galeislaaf. Ook werden ze niet zelden gevangen gehouden met het oog op het verkrijgen van losgeld van familie of geloofsgenoten. Deze christenslaven werden zowel gevangengenomen bij het kapen van zeeschepen, alsook geroofd van de Europese kusten, waaronder de Nederlandse.
Het probleem van de roof van Europese slaven was met name groot in de zeventiende en achttiende eeuw. Onder de naar schatting 1 à 1,25 miljoen personen die in die periode als slaaf gevangengenomen zijn, waren ongeveer 10.000-12.000 Nederlanders.

## Nederlandse excuses slavernijverleden
In juli 2020 was het kabinet er nog geen voorstander van om excuses aan te bieden voor het Nederlandse slavernijverleden. Premier Mark Rutte zei toen wel begrip te hebben voor de oproep die een deel van de Tweede Kamer deed, en die steeds vaker uit een groter wordend deel van de samenleving kwam, om dat wel te doen. Rutte beschreef tijdens een debat in de Tweede Kamer in juli 2020 de afweging die het kabinet toen maakte als "een worsteling". Wel besloot het kabinet om een Adviescollege Dialooggroep Slavernijverleden in te stellen om een advies uit te brengen over het eventueel aanbieden van excuses.
Sedert dien hebben verschillende instituties en gemeenten die een rol speelden in het Nederlandse slavernijverleden excuses daarvoor aangeboden. Zo bood De Nederlandsche Bank (DNB) in 2022 tijdens Ketikoti excuses uit voor de rol van de bank in het slavernijverleden. Uit een onderzoeksrapport uit februari 2022 was gebleken dat DNB sinds haar oprichting in 1814 hecht verbonden was geweest bij de Nederlandse slavernij, tot 1863. In april 2022 bood ook ABN Amro haar excuses aan. Uit onderzoek was gebleken dat de voorlopers van de bank betrokken waren bij de slavenhandel, plantegeslavernij en de handel in producten die door slaafgemaakten waren gemaakt. In 2021 maakte burgemeester Halsema namens het bestuur van Amsterdam excuses voor de rol die de stad had tijdens de slavernij. In 2022 volgden onder meer de steden Utrecht, Rotterdam en Den Haag en boden ook zij hun excuses aan.

### Adviescollege Dialooggroep Slavernijverleden
Op 1 juli 2020 - op Ketikoti - werd het Adviescollege Dialooggroep Slavernijverleden officieel ingesteld door de Nederlandse staat. Het adviescollege kreeg als voornaamste taak om binnen het Koninkrijk een dialoog te organiseren over het slavernijverleden en de doorwerking daarvan in de hedendaagse samenleving. Ook kreeg het adviescollege de opdracht om met een lijst met aanbevelingen te komen.
Exact een jaar later bracht het adviescollege haar advies uit. In het advies stelde het adviescollege dat de Nederlandse staat haar excuses aan moet bieden voor het slavernijverleden. Ook adviseerde het adviescollege dat Nederland moet erkennen dat de slavernij en slavenhandel misdrijven tegen de menselijkheid waren en inzien dat de gevolgen van het slavernijverleden nog altijd voelbaar zijn. Verder adviseerde de adviescollege dat het kabinet opdracht zou geven aan een nationaal onderzoek naar het slavernijverleden en dat 1 juli (Ketikoti) een nationale herdenkingsdag moet worden. Het adviescollege adviseerde dat de koning en het kabinet daarbij aanwezig zijn als erkenning dat "het slavernijverleden het hele land aangaat".
Daarnaast adviseerde het adviescollege dat er een Nationaal Slavernijmuseum opgericht moet worden waarin op ruime en toegankelijke wijze het slavernijverleden en de doorwerking daarvan worden getoond. Ook adviseerde men dat het onderwijs over het slavernijverleden op alle niveaus in het curriculum wordt verankerd. Verder deed het adviescollege aanbevelingen op het gebied van de aanpak van institutioneel racisme waarbij volgens het adviescollege speciale aandacht moet uitgaan naar institutioneel racisme op de arbeidsmarkt, de woningmarkt, het onderwijs en bij de politie.
Om de gevolgen van het slavernijverleden aan te pakken stelt het adviescollege tevens dat er geld vrij moet worden gemaakt voor herstelbeleid. De Caribische landen en Suriname moeten volgens het adviescollege mee kunnen denken over hoe dat herstelbeleid eruit komt te zien. Het adviescollege liet ook onderzoek doen naar herstelbetalingen, maar concludeerde dat het daarvoor te lang geleden is en dat er geen juridische grondslag voor is.

### Officiële excuses Nederlandse staat
In november 2022 werd bekend dat het kabinet had besloten om namens de Nederlandse staat officieel zijn excuses aan te bieden voor het slavernijverleden. In oktober 2022 had een meerderheid van de Tweede Kamer zich voor het eerst openlijk uitgesproken voor het maken van deze excuses. In augustus 2022 had een delegatie aan Tweede Kamerleden (bestaande uit Kamerleden van D66, CDA, PvdA, GroenLinks, SP, ChristenUnie, Volt en BIJ1) een reis gemaakt naar Suriname, Curaçao en Bonaire. Na hun reis stuurde deze delegatie het kabinet een brief met daarin het advies om excuses te maken namens de Nederlandse staat.
Het kabinet besloot om 200 miljoen euro vrij te maken voor een speciaal fonds, waaruit projecten moeten worden betaald om de bewustwording te vergroten. Ook werd bekend dat er 27 miljoen euro vrij is gemaakt voor een nationaal museum over de slavernij. Toen premier Rutte in september 2022 een bezoek bracht aan Suriname, stelde hij dat 2023 in het teken moet staan van de erkenning van het slavernijverleden.
Op 19 december 2022 bood Rutte namens de Nederlandse regering excuses aan voor al het handelen van de Nederlandse staat aangaande slavernij. De verontschuldigingen werden postuum aangeboden aan alle tot slaaf gemaakten die onder het handelen van de Nederlandse staat geleden hebben. Ze waren ook gericht aan al hun nabestaanden. Tevens maakte Rutte bekend dat er formeel eerherstel komt voor tot slaaf gemaakten die zich hebben verzet tegen de slavernij. Hierbij gaat het om marrons die zichzelf bevrijdden uit de slavernij in Suriname, en de Curaçaose held Tula, die ter dood werd veroordeeld wegens het leiden van een slavenopstand.
Op Ketikoti (1 juli) 2023 heeft koning Willem-Alexander excuses uitgesproken in het Oosterpark in Amsterdam en daarbij ook om vergiffenis gevraagd.